# Kroksjön (Haverö socken, Medelpad)
Kroksjön är en sjö i Bergs kommun och Ånge kommun i Medelpad och ingår i Ljungans huvudavrinningsområde. Sjön har en area på 0,56 kvadratkilometer och ligger 405,3 meter över havet.

## Delavrinningsområde
Kroksjön ingår i det delavrinningsområde (694355-145361) som SMHI kallar för Utloppet av Bleksjön. Medelhöjden är 435 meter över havet och ytan är 6,38 kvadratkilometer. Räknas de 2 avrinningsområdena uppströms in blir den ackumulerade arean 17,21 kvadratkilometer. Länsterån som avvattnar avrinningsområdet har biflödesordning 2, vilket innebär att vattnet flödar genom totalt 2 vattendrag innan det når havet efter 185 kilometer. Avrinningsområdet består mestadels av skog (69 procent) och sankmarker (12 procent). Avrinningsområdet har 0,83 kvadratkilometer vattenytor vilket ger det en sjöprocent på 13,1 procent.